# Саллаллаху алейхи ва саллям
Саллаллаху алейхи ва саллям (араб. صلى الله عليه و سلم‎) «мир ему и благословение Аллаха» — салават, добавляется как знак уважения после имени Пророка Мухаммада (салляллаху алейхи уа саллям).  Сокращенно также указывается как (ﷺ).

## Варианты написания
Другие варианты написания:
- саллаллаху аляйхи уасаллям,
- салляллаху 'алейхи васаллам,
- саллаллаху алейхи уасаллам,
- салляллаху 'алейхи васаллям,
- саллаллагу алейги ва салям,
- салла Ллаху алейхи ва салям,
- сали Аллаху алайхи вассалам,
- салли Аллаху алейхи ва саллям.

## Произнесение
Произнесение салавата после каждого упоминания имени посланника Аллаха (салаллаху алейхи ва саллям) является мустахабом. По мнению имама Тахави, произнесение салавата при каждом упоминании имени пророка, является ваджибом, так как в Коране, в суре "аль-Ахзаб" говорится: 

Воистину, Аллах и Его ангелы благословляют Пророка. О те, которые уверовали! Благословляйте его и приветствуйте миром..—  33:56 (Кулиев)
В одном из хадисов говорится: «Не произнесение салавата при упоминании моего имени, является признаком бессердечия».

## Ограничение произнесения
В семи случаях произнесения салавату посланнику Аллаха (салаллаху алейхи ва саллям) является макрухом:
- при вступлении в интимную близость;
- при посещении туалета;
- при продаже товара;
- при совершении какой-либо ошибки;
- при спотыкании;
- при забое животного;
- при чихании (Ибн Абидин).

Некоторые мухаддисы полагают, что следует избегать использования аббревиатуры С.А.С. благословения при упоминании Мухаммеда.